# سیوتون
سیوتون (به انگلیسی: Civetone) با فرمول شیمیایی C۱۷H۳۰O یک ترکیب شیمیایی با شناسه پاب‌کم ۵۳۱۵۹۴۱ است. که جرم مولی آن ۲۵۰٫۴۱۹۵ g/mol می‌باشد. شکل ظاهری این ترکیب، بلورهای جامد است.